# Wohnanlage Waldkraiburg
Die Wohnanlage Waldkraiburg wurde 1996 nach Plänen des Münchner Architekten Andreas Meck errichtet.

## Geschichte und Architektur
Die Lärmschutzbebauung entlang der Nördlichen Siemensstraße diente als Ausstellungs- und Demonstrationsobjekt im Rahmen der „Natur in der Stadt“-Ausstellung im Jahr 1995 in Waldkraiburg. Die Bebauung bildet entlang einer stark befahrenen Straße das Rückgrat der gesamten Anlage. Die Zeile beinhaltet elf Wohneinheiten, ein Cafe im Kopfbau und eine Quartierstiefgarage. Die vom Erdgeschoss erschlossenen Maisonettewohnungen besitzen auf der Parkseite Gärten, während die oberen Maisonetten über einen Laubengang im dritten Obergeschoss erschlossen werden und Dachterrassen besitzen. Planungsbeginn war im Jahr 1993 und zwischen 1994 und 1996 erfolgte die Ausführung.
Fotografisch wurde der Wohnungsbau von Franz Wimmer dokumentiert.

## Auszeichnungen und Preise
- 1996: Architekturpreis Zukunft Wohnen[3]
- 1997: Bayerischer Wohnungsbaupreis
- 1997: BDA-Preis Bayern[4]
- 1998: Engere Wahl – Deutscher Bauherrenpreis